# سینما فلسطین (تهران)
سینما فلسطین (نام پیشین: سینما گلدن‌سیتی) از سینماهای ممتاز تهران است که در سال ۱۳۴۸ در یک سالن با ظرفیت ۱۰۳۹ نفر تأسیس شد. این سینما هم‌اکنون مجهز به سیستم دالبی، نورپردازی پیشرفته و سیستم آتش‌نشانی است و درحال‌حاضر تحت پوشش وزارت آموزش و پرورش و مرکز جشنواره بین‌المللی فیلم‌های آموزشی و تربیتی رشد است. سینما فلسطین در خیابان تخت جمشید، نبش خیابان برادران مظفر واقع شده‌است.